# Pla de Palet
El Pla de Palet és un pla del municipi de Llobera, comarca del Solsonès. Es troba a l'est de la masia de Palet al sud de l'Hostal Nou a uns 825 metres d'altitud.